# Akinator
Akinator là một trò chơi máy tính và ứng dụng di động của công ty Elokence.com của Pháp. Trong quá trình chơi game, trò chơi cố gắng xác định "nhân vật" hư cấu hoặc ngoài đời thực mà người chơi đang nghĩ đến bằng cách đặt một loạt câu hỏi (như tựa game Twenty Questions). Trò chơi sử dụng một chương trình trí tuệ nhân tạo để học những câu hỏi hay nhất để hỏi thông qua trải nghiệm của game với người chơi.

## Lối chơi
Để bắt đầu câu hỏi, người dùng phải nhấn nút play và nghĩ về một nhân vật, đối tượng phổ biến hoặc những thứ khác thường xuất hiện trong tâm trí (nhạc sĩ, vận động viên, nhân vật chính trị, trò chơi điện tử, mẹ hoặc cha, diễn viên, phim giả tưởng/nhân vật truyền hình, tính cách Internet, v.v.). Akinator, một vị thần vẽ kiểu hoạt hình, bắt đầu đặt ra một loạt câu hỏi (nhiều như yêu cầu), với "Có", "Không", "Có lẽ", "Có lẽ là không" và "Không biết" như những câu trả lời khả dĩ, để hack down nhân vật tiềm năng. Nếu câu trả lời được thu hẹp xuống một tùy chọn có khả năng trước khi 25 câu hỏi được hỏi, chương trình sẽ tự động hỏi liệu nhân vật mà nó chọn có chính xác không. Nếu nhân vật bị đoán sai ba lần liên tiếp (hoặc nhiều hơn, thường là trong các khoảng 25, 50 và 80), thì chương trình sẽ nhắc người dùng nhập tên của nhân vật, để mở rộng cơ sở dữ liệu của các lựa chọn.

## Đánh giá
L'Express đã xếp hạng Akinator 5/5 điểm trong danh sách Ứng dụng iPhone của Tuần vào ngày 9 tháng 9 năm 2009. Excite France tuyên bố rằng Akinator "chỉ là tương tác. Nó mang tính cách mạng, hấp dẫn và giải trí." Ở châu Âu, trò chơi đã đạt đến mức phổ biến cao nhất vào năm 2009.